# Championnat d'Angleterre de rugby à XV de 2e division
Le championnat d'Angleterre de rugby à XV de 2e division (connu suivant les années en tant que RFU Championship puis Champ Rugby), est le second niveau du championnat d'Angleterre de rugby à XV, disputé par 12 équipes professionnelles entre septembre et mai.

## Histoire
La deuxième division apparaît sous le nom de Courage League National Division 2 lorsque la Fédération anglaise de rugby à XV décide de créer des championnats nationaux lors de la saison 1987-88. En 1997, le championnat est renommé Allied Dunbar Premiership 2 avant d'être de nouveau renommé National Division 1 en 2000. Elle se compose alors de 14 équipes professionnelles et semi-professionnelles, puis passe à 16 équipes en 2006.
Sous l'impulsion de la Rugby Football Union, le professionnalisme devient obligatoire à partir de 2009. Le nombre de participants tombe dès lors de 16 à 12 : à la fin de la saison 2008-2009 cinq équipes sont reléguées en National League 1 alors qu'une seule ne monte, tandis que le premier, Leeds, est remplacé par le relégué de Premiership, Bristol. Le championnat est renommé RFU Championship et la formule est changée avec l'introduction d'une phase finale comprenant une seconde phase de poule entre les huit premiers puis des demi-finales et une finale. En outre les clubs sont soumis à un salary cap et à un cahier des charges strict pour leurs stades. La fédération anglaise s'engage à verser 2,3 millions £ pendant deux ans et la Premiership 1 million £ pendant huit ans afin de soutenir le développement d'une compétition que plusieurs clubs ne pensent pas viable. Une partie de l'argent du contrat signé par la première division avec Sky Sports sera aussi versé à la nouvelle compétition. Enfin, la RFU institue un système de primes pour les clubs qui, après deux ans, feront sortir des joueurs sélectionnables pour l'équipe d'Angleterre et amélioreront leurs installations.
Par ailleurs, les douze équipes du championnat disputent la British and Irish Cup avec des clubs gallois, écossais ainsi que les équipes réserves des provinces irlandaises. À la fin de la saison 2009-2010, les Exeter Chiefs remportent la finale contre Bristol tout en accédant pour la première fois de leur histoire à la première division.
En mai 2025, la RFU réforme le Championship qui prend le nom de Rugby Champ à partir de la saison 2025-2026. Les douze équipes présentes lors de la saison précédente sont conservées et voient l'arrivée de Richmond depuis la division inférieure ainsi que la résurrection des Worcester Warriors qui avaient cessé toute activité depuis le redressement judiciaire du club en octobre 2022.

## Format
De 2006 à 2009, le championnat comportait 16 équipes et se déroulait en 30 matchs aller-retour où le premier était promu en première division et les deux derniers relégués en troisième division. De 2009 à 2012, le championnat ne comportait plus que 12 équipes et se déroulait en deux phases : une phase dite de qualification, qui était disputée par toutes les équipes, puis une phase finale regroupant les huit premières équipes, qui étaient alors réparties dans deux poules de quatre (3 matchs aller-retour) et dont les deux premiers étaient qualifiés pour les demi-finales. Le vainqueur final se voyait promu. En bas de classement, les quatre derniers jouaient un mini-championnat au terme duquel le dernier était relégué. Le format changea de nouveau en 2012 avec la suppression des mini-championnat de montée et descente. Depuis, à la fin de la phase régulière, le dernier est directement relégué tandis que les 4 premiers s'affrontent lors de demi-finales aller-retour (1er contre 4e et 2e contre 3e). Le vainqueur de la finale, disputée elle aussi sous forme de match aller-retour, est promu en Premiership. À partir de 2017, les playoffs pour la montée sont supprimés, l'équipe terminant en tête du championnat est automatiquement promue. Néanmoins en pratique les conditions pour monter en première division sont difficiles à réunir. Il faut notamment un stade d'au moins dix milles places. De ce fait, aucune équipe n'est promue entre 2022 et 2025.
Avec la réforme du championnat à partir de la saison 2025-2026, le championnat est renommé Champ Rugby. Suivant un nouveau format, quatorze équipes s'affrontent dès lors sur un format aller-retour pour un total de vingt-six journées avant une phase de playoffs à l'instar du Top 14. Le premier et le deuxième se qualifient directement pour des demi-finales qu'ils accueillent et disputent contre les vainqueurs de matchs de barrage. Ces derniers sont jouées par les équipes classées de la troisième à la sixième place, le troisième recevant le sixième et le quatrième recevant le cinquième. Le vainqueur de la finale est déclaré champion et peut jouer un barrage d'accession aller-retour contre l'équipe classée dernière de Premiership. Le dernier est relégué directement en National League One tandis que le douzième et le treizième disputent un match unique de barrage. Le perdant de ce dit match affronte ensuite le second de la division inférieure dans un barrage d'accession,. Parallèlement, les standards minimums pour accéder en première division sont revus à la baisse, notamment la capacité des stades.

## Clubs engagés en 2024-2025
| \| Ampthill Bedford Caldy Cambridge Chinnor Cornish Pirates Coventry Doncaster Hartpury Nottingham Londres \| Localisation des clubs engagés dans le championnat. |
| Ampthill Bedford Caldy Cambridge Chinnor Cornish Pirates Coventry Doncaster Hartpury Nottingham Londres                                                           |

| \| Ealing Trailfinders London Scottish Richmond \| Clubs londoniens |
| Ealing Trailfinders London Scottish Richmond                        |

| Club                    | Stade                      | Localisation                 |
| ----------------------- | -------------------------- | ---------------------------- |
| Ampthill RUFC           | Dillingham Park            | Ampthill (Bedfordshire)      |
| Bedford Blues           | Goldington Road            | Bedford (Bedfordshire)       |
| Caldy RFC               | Paton Field                | Thurstaston (Merseyside)     |
| Cambridge RUFC (en)     | Grantchester Road          | Cambridge (Cambridgeshire)   |
| Chinnor RFC (en)        | Kingsey Road               | Thame (Oxfordshire)          |
| Cornish Pirates         | Mennaye Field              | Penzance (Cornouailles)      |
| Coventry RFC            | Butts Park Arena           | Coventry (West Midlands)     |
| Doncaster Knights       | Castle Park                | Doncaster (Yorkshire du Sud) |
| Ealing Trailfinders     | Trailfinders Sports Ground | Ealing (ouest) (Londres)     |
| Hartpury University RFC | Alpas Arena                | Hartpury (Gloucestershire)   |
| London Scottish         | Athletic Ground            | Richmond (Londres)           |
| Nottingham RFC          | Lady Bay Sports Ground     | Nottingham (Nottinghamshire) |

## Palmarès
| Courage League National Division Two - 1987-1988 : Rosslyn Park (1) - 1988-1989 : Saracens (1) - 1989-1990 : Northampton Saints (1) - 1990-1991 : Rugby Lions (1) - 1991-1992 : London Scottish (1) - 1992-1993 : Newcastle Gosforth (1) - 1993-1994 : Sale Sharks (1) - 1994-1995 : Saracens (2) - 1995-1996 : Northampton Saints (2) - 1996-1997 : Richmond RFC (1) Allied Dunbar Premiership Two - 1997-1998 : Bedford Blues (1) - 1998-1999 : Bristol Shoguns (1) - 1999-2000 : Rotherham Titans (1) National Division One - 2000-2001 : Leeds Carnegie (1) - 2001-2002 : Rotherham Titans (2) - 2002-2003 : Rotherham Titans (3) - 2003-2004 : Worcester Warriors (1) - 2004-2005 : Bristol Rugby (2) - 2005-2006 : Harlequins (1) - 2006-2007 : Leeds Carnegie (2) - 2007-2008 : Northampton Saints (2) - 2008-2009 : Leeds Carnegie (2) | RFU Championship - 2009-2010 : Exeter Chiefs (1) - 2010-2011 : Worcester Warriors (2) - 2011-2012 : London Welsh (1) - 2012-2013 : Newcastle Falcons (2) - 2013-2014 : London Welsh (2) - 2014-2015 : Worcester Warriors (3) - 2015-2016 : Bristol Rugby (3) - 2016-2017 : London Irish (1) - 2017-2018 : Bristol Bears (4) - 2018-2019 : London Irish (2) - 2019-2020 : Newcastle Falcons (3) - 2020-2021 : Saracens (3) - 2021-2022 : Ealing Trailfinders (1) - 2022-2023 : Jersey Reds (1) - 2023-2024 : Ealing Trailfinders (2) - 2024-2025 : Ealing Trailfinders (3) |